# Црква Силаска Светог Духа на апостоле у Доњем Раковцу
Црква Силаска Светог Духа на апостоле у Доњем Раковцу, насељеном месту на територији општине Маглај, припада Епархији зворничко–тузланској Српске православне цркве.

## Историјат
Црква Силаска Светог Духа на апостоле у Доњем Раковцу је једнобродни храм димензија 12×6 метара. Темељ је постављен 4. априла 1890. године, освештао га је митрополит дабробосански Георгије Николајевић на празник Духова, 9. јуна 1891. године. Земљиште на којем је саграђена црква су даровала три брата Пејо, Недељко и Којо Тодоровић, ктитори храма.
Први пут је црква обновљена 1912. године. У Првом светском рату су Аустроугари са старог дрвеног звоника однели звоно тешко 120 kg. Нови звоник је дозидан 1939. године и на њега је постављено ново звоно тешко 150 kg. Приликом извођења радова на звонику је обновљен и храм, који је освештао протојереј-ставрофор Стефан Стојановић, изасланик епископа зворничко-тузланског Нектарија Круља, на празник Духова 1940. године. У току одбрамбено-отаџбинског рата су га запалили припадници армије Босне и Херцеговине у септембру 1995. године, а обновљен је 2008—2010.